# حافة (الأسلحة النارية)
الحافة هي حافة خارجية يتم تصنيعها أو صبها أو تشكيلها أو ختمها أو ضغطها حول الجزء السفلي من خرطوشة الأسلحة النارية. وبالتالي، تسمى الخراطيش ذات الحافة أحيانًا بالخراطيش "ذات الحافة". تتميز جميع الخراطيش تقريبًا بحافة مستخرج أو حافة فاصلة، على الرغم من حقيقة أن بعض الخراطيش تُعرف باسم "الخراطيش غير ذات الحافة". قد تخدم الحافة عددًا من الأغراض، بما في ذلك توفير شفة لربط المستخرج، وأحيانًا تعمل على فاصلة رأس الخرطوشة.
هناك أنواع مختلفة من حواف الأسلحة النارية المستخدمة في الذخيرة الحديثة. يتم تصنيف الأنواع الرئيسية على أنها ذات حواف، وبدون حواف، وشبه ذات حواف، ومُخفَّضة، ومُحاطة بحزام. تصف هذه الأنواع حجم الحافة بالنسبة لقاعدة العلبة.